# Dendrophyllia velata
Espèce
Statut CITES
Dendrophyllia velata est une espèce de coraux appartenant à la famille des Dendrophylliidae.